# اژدرماهی
اژدرماهی (نام علمی: Torpedo) نام یک سرده از تیره سپرماهیان برقی است.